# Нейрегулины

Семейство нейрегулинов

Нейрегулины — семейство белков, выполняющих разнообразные функции в процессе развития нервной системы. Нейрегулины связаны с эпидермальным фактором роста (англ. Epidermal Growth Factor, EGF). У млекопитающих обнаружено 4 гена — NRG1, NRG2, NRG3, NRG4, каждый из которых кодирует свою группу белков — нейрегулины-1, нейрегулины-2, нейрегулины-3 и нейрегулины-4. Наиболее изученной и разнообразной является группа нейрегулинов-1. Нейрегулины воздействуют на семейство трансмембранных рецепторов ErbB, включающее рецепторы EGFR, ErbB2, ErbB3, ErbB4. Посредством этого нейрегулины вызывают рост и дифференциацию эпителиальных, нейронных, глиальных и иных типов клеток. Сигнальные пути нейрегулин-ErbB играют ключевую роль в регулировке пролиферации и дифференциации Шванновских клеток, формирующих миелиновый слой в периферической нервной системе.